# У нашег Мартина
„У нашег Мартина” је југословенски кратки филм из 1958. године. Режирао га је Бранко Мајер који је написао и сценарио.

## Улоге
| Глумац         | Улога |
| -------------- | ----- |
| Борис Бузанчић |       |
| Аугуст Цилић   |       |
| Јанез Врховец  |       |